# Roujin Z
Rōjin Z (老人Ｚ?, Rōjin Z) è un film d'animazione del 1991 diretto da Hiroyuki Kitakubo.
Dallo stesso soggetto è stato realizzato anche un manga, ZeD, disegnato da Tai Okada. La distribuzione del film in Italia fu annunciata dalla casa editrice francese Kazé e partì dal 22 febbraio 2012.
La sceneggiatura è stata scritta da Katsuhiro Ōtomo.

## Trama
Un vecchio invalido viene scelto come cavia per un inedito esperimento scientifico, e così viene affidato alle cure di un'insolita infermiera, il letto robotico Z-001, direttamente collegato alle sue onde cerebrali. Ma l'automa evolverà in un modo del tutto imprevisto dai suoi creatori, trasformandosi nell'inarrestabile realizzatore dei desideri più reconditi del vecchio malato.

## Doppiatori
| Personaggio        | Giapponese         | Inglese             | Italiano           |
| ------------------ | ------------------ | ------------------- | ------------------ |
| Haruko             | Chisa Yokoyama     | Toni Barry          | Emanuela Pacotto   |
| Tomoe Satō         | Rica Matsumoto     | Jana Carpenter      | Elena Gianni       |
| Terada             | Shinji Ogawa       | Allan Wenger        | Natale Ciravolo    |
| Prof. Tachibana    | Tamio Ōki          | ...                 | ...                |
| Nabuko Ōe          | Chie Satō          | Barbara Barnes      | Giulia Franzoso    |
| Mitsuru Maeda      | Kōji Tsujitani     | Adam Henderson      | Federico Zanandrea |
| Yoshihiko Hasegawa | Shinsuke Chikaishi | John Fitzgerald Jay | Maurizio Merluzzo  |